# 小型天文衛星3號

小型天文衛星3號（Small Astronomy Satellite 3）是一架美國國家航空暨太空總署X射線太空望遠鏡，從 1975年5月7日運行到1979年4月9日。
小型天文衛星3號進行了四項實驗，涵蓋了X射線範圍。小型天文衛星3號由約翰霍普金斯大學應用物理實驗室（APL）建造，麻省理工學院太空研究中心（CSR）營運。小型天文衛星3號由偵察兵火箭從肯亞馬林迪附近的義大利聖馬可平台（布羅利奧太空中心）發射升空，進入近地軌道。小型天文衛星3號也被稱為“探索者53號”，是探索者計劃的一部分。